# Угандийско-танзанийска война
Угандийско-танзанийската война е военен конфликт между Уганда и Танзания, продължил почти една година – от май 1978 до април 1979 г.

## Политическа обстановка преди началото на войната
Няколко години преди началото на войната отношенията между Уганда и Танзания са усложнени. След като Иди Амин идва на власт, танзанийският лидер Джулиъс Ниерере предоставя политическо убежище на сваления угандийски президент Милтън Оботе. Заедно с него в Танзания пристигат и 20 000 бежанци, в опит да се спасят от репресиите на правителството на Амин. Една година по-късно, базирани в Танзания угандийски бунтовници правят неуспешен опит да свалят Иди Амин от власт. Последният впоследствие обвинява Джулиъс Ниерере, че подкрепя бунтовническите групи и ги снабдява с оръжия.
В началото на октомври 1978 година разбунтували се войници устройват засада на Амин до президентското седалище в Кампала, но той и семейството му успяват да избягат с хеликоптер. Това се случва в период, когато поддръжниците му са значително намалели. Когато вицепрезидентът на Уганда генерал Мустафа Адриси бива ранен в съмнителна автокатастрофа, войниците под негово командване се разбунтуват. Иди Амин изпраща други войскови части да се справят с бунтовниците, част от които вече са пресекли границата и са избягали в Танзания. Впоследствие бунтът се пренася и на нейна територия, където угандийците оказват подкрепа на разбунтувалите се войници. В отговор на това Иди Амин нарежда граничният регион Кагера да бъде окупиран и угандийската армия нахлува в Танзания.

## Военни действия
Уганда първоначално изпраща голяма военна част, която взривява единствения мост в региона Кагера. Настъплението им е подкрепено с танкове М4 Шърман. От въздуха угандийски МиГ-17 и МиГ-21 осъществяват бомбардировки, които се оказват неефективни заради лошото обучение на пилотите и неадекватната техническа поддръжка за самолетите. Непосредствено след нападението угандийските войски завземат град Киака, където избиват 8000 цивилни. Танзания отговаря светкавично на нападението от страна на Уганда, и за няколко седмици Танзанийските народни отбранителни сили (ТНОС) нарастват от 40 000 до над 100 000 души, включващи полиция, национална гвардия, бунтовници и затворническа охрана. Към тези военни части се присъединяват и угандийските бунтовнически формирования, обединени под името Национална армия за спасение на Уганда (НАСУ). В тях влизат групировката Кикоси Маалум (на Тито Окело), Фронт за национално спасение (на Йовери Мусевени) и Движение „Спасете Уганда“ (на Акена Поджок).
Танзанийските военни купуват ракетна установка БМ-13 Катюша (позната в Танзания като саба саба) и започват ефективно да бомбардират цели в Уганда. Танковете Шърман се оказват неспособни да унищожат далеч по-модерните за времето си танзанийски Тип 59. На 28 октомври 1978 МиГ-17 на угандийските ВВС бива свален от войници на Танзания, въоръжени с 9К32 Стрела-2. Няколко дни по-късно е свален още един изтребител. Угандийската армия започва да отстъпва. На 20 януари 1979 ТНОС, въоръжени с танкове Тип 59 и изтребители МиГ-21МФ, пресичат границата с Уганда и започват контранастъпление. В това време обаче в помощ на угандийците пристигат 3000 либийски войници с танкове Т-54 и Т-55, БТР-и, обикновена и ракетна артилерия, както и подкрепа от въздуха. На 29 март 1979 година бомбардировач Ту-22 пуска 20 250-кг бомби ФАБ-250 над Мванза, но без никакъв ефект. Либийските войски, изпратени на тази военна експедиция, представляват съвкупност от редовни войски, народна милиция, както и африканци от държавите на юг от Сахара. В даден момент обаче либийците се оказват на предната линия на сраженията, а угандийските им съюзници отстъпват бързо назад заедно с част от оръжията им.
Танзанийците продължават настъплението си към Кампала. Блатата на север от Лукая обаче спират техните войски. Танзанийските военни изпращат 201-ва бригада да прекоси блатото. На по-опитната 208-а бригада е наредено да го заобиколи на запад, в случай, че 201-ва бъде унищожена. В това време либийците изпращат голяма войскова част с 15 танка Т-55, десетина БТР-а и ракетни установки БМ-21 към Масака. Вместо да достигне града тя се среща с танзанийската военна част в блатото и започват сражения. 201-ва бригада отстъпва в безпорядък. Въпреки това, в нощта между 11 и 12 март 1979 г., придвижилата се на север 208-а бригада атакува либийските части от северозапад, заедно с реорганизираната 201-ва бригада, която удря от юг. Резултатът е безспорна победа на танзанийските части, които успяват да избият над 200 либийски и още толкова угандийски войници, а останалите отстъпват бързо.
ТНОС, заедно с НАСУ продължават да напредват към Кампала, срещайки незначителна съпротива. По пътя цялото оборудване на угандийските ВВС от изтребители МиГ-17 и МиГ-21 бива пленено. По-ожесточени сражения има за летището в Ентебе. Танзанийските войски превземат Кампала на 10 април 1979 година, като основният им проблем не са били угандийските войски, а по-скоро липсата на карти за града. Иди Амин успява да избяга в Либия, а после в Саудитска Арабия. Либийските войски отстъпват до град Джинджа, и след това се завръщат в страната си през Кения и Етиопия. На 3 юни танзанийската армия достига границата със Судан, и последните сражаващи се войскови части на Уганда капитулират.

## Последици
След свалянето на Иди Амин от власт следва период на усилена борба за власт в Уганда. Танзания инсталира Юсуф Луле като президент на страната. През юни 1979 след спор върху правомощията на президентската институция Луле е заменен от Годфри Бинайса.
Последствията за Танзания също са негативни. Организацията за африканско единство отказва да подкрепи финансово затруднената вследствие на войната страна, и заклеймява инвазията. Друг повод за негативно отношение към Дар ес Салаам е и подкрепата ѝ за държавния преврат на Сейшелите през 1977 година. Накрая Танзания се принуждава сама да плаща репарации на Уганда, и да издържа мироопазващите си сили на угандийска територия. Това предизвиква значително отслабване на танзанийската икономика.
Въпреки това и до днес угандийските граждани възприемат танзанийските войници като освободители. През пролетта на 2007 година Уганда изплаща военен дълг от 67 млн. долара на Танзания.